# Le avventure di Doloretta
Le avventure di Doloretta è un film muto italiano del 1919 diretto da Gennaro Righelli.